# Костев, Михаил Порфирьевич
Михаи́л Порфи́рьевич Ко́стев (бел. Міхаіл Парфір'евіч Косцеў; 29 ноября 1923, Жлобин — 31 января 2001) — советский и белорусский педагог, участник Великой Отечественной войны (1941—1946). Отличник народного образования (1969). Заслуженный учитель БССР (1976). Почётный гражданин города Жлобина (2000).

## Биография
Костев Михаил Порфирьевич родился в 29 ноября 1923 года в Жлобине, в семье рабочего. Белорус. Окончил школу с похвальной грамотой. Работал в колхозе. С декабря 1941 года по май 1942 года курсант 2-го Ростовского артиллерийского училища, в мае 1942 года — командир взвода 58-го ОПАБЮ, декабрь 1942 года — командир взвода 228 стрелковой дивизии. Участник Великой Отечественной войны. Участвовал в боях под Харьковом, форсировал р. Прут, в боях за взятие Будапешта, Бухареста, Праги. В 1946 году демобилизован из рядов Советской Армии.
Работал секретарём Жлобинского райкома комсомола, заместителем начальника политотдела отделения Жлобинского отделения Белорусской железной дороги.
С 1949 года — директор школы рабочей молодёжи, а с 1959 года — СШ № 6 г. Жлобина, которой руководил до 1985 года, а последующие десять лет трудился учителем истории (1985-1996). Михаил Порфирьевич освоил и внедрил в учебный процесс передовые педагогические технологии. Многие его ученики стали высококвалифицированными специалистами в различных отраслях народного хозяйства. Являлся лектором общества «Знание».
Награждён двумя орденами Красной Звезды, Отечественной войны II степени, Октябрьской Революции, медалями, значком «Отличник народного образования».
М. П. Костеву присвоены звания заслуженного учителя БССР и почётного гражданина города Жлобина.

## Награды и звания
- Два Ордена Красной Звезды (1944, 1945)
- Медаль «За отвагу» (1944)
- Медаль «За победу над Германией» (1945)
- Орден Отечественной войны II степени
- Орден Октябрьской Революции (1978)
- Медали
- Почётные грамоты
- Благодарственные письма
- Благодарность Верховного главнокомандующего И. В. Сталина за бои под Бухарестом
- Значок «Отличник народного просвещения» (1969)
- Звание «Заслуженный учитель БССР» (1976)
- Звание «Почётный гражданин города Жлобина» (присвоено 29 июня 2000 года)[1]

## Память
- 3 февраля 2005 года на здании средней школа № 6 г. Жлобина размещена мемориальная доска в честь М. П. Костева.
- 29 ноября 2008 года — мероприятия, посвящённые 95-летию со дня рождения М. П. Костева.
- 17 сентября 2022 года, в День народного единства, в торжественной обстановке школе № 6 г. Жлобина было присвоено имя М. П. Костева[2][3][4]. Одна из экспозиций в школьном музее посвящена М. П. Костеву[5]. Установлена обновлённая мемориальная доска в честь М. П. Костева на здании ГОУ «Средняя школа № 6 г. Жлобина».